# Rubia transcaucasica
Rubia transcaucasica är en måreväxtart som beskrevs av Aleksandr Alfonsovitj Grossgejm. Rubia transcaucasica ingår i släktet krappar, och familjen måreväxter. Inga underarter finns listade i Catalogue of Life.